# Shikarpur
Shikarpur (en ourdou : شکارپور ; en sindhi : شِڪارپوُرُ) est une ville pakistanaise située dans la province du Sind. Elle est la capitale du district de Shikarpur.
La population de la ville a été multipliée par près de trois entre 1972 et 2017, passant de 70 924 habitants à 195 437. Entre 1998 et 2017, la croissance annuelle moyenne s'affiche à 2,0 %, inférieure à la moyenne nationale de 2,4 %. En 2023, la population de la ville monte à 204 938 habitants.
La ville est essentiellement sindie, puisque plus de 99 % des habitants en parlent la langue.
Essentiellement musulmane, la ville inclut une petite minorité hindoue, comptant plus de 6 000 fidèles, plus de 3 % des habitants de la ville. Antérieurement à la partition des Indes, Shikarpur fut néanmoins une ville majoritairement hindoue, notamment habitée par une importante communauté de marchands engagés dans le commerce avec l'Asie centrale et le Moyen Orient. Connus sous le nom de « Multanis » (d'où ils n'étaient pas tous originaires), les banians de Shikarpur contribuèrent fortement à faire de la ville le centre financier de l'empire durrani au XVIIIe siècle. 
Le taux d'alphabétisation de la ville s'élève à 69 % en 2023 (contre une moyenne nationale de 61 %), dont 79 % pour les hommes et 60 % pour les femmes.
|            | 1972 (rec.) | 1981 (rec.) | 1998 (rec.) | 2017 (rec.) | 2023 (rec.) |
| ---------- | ----------- | ----------- | ----------- | ----------- | ----------- |
| Population | 70 924      | 88 138      | 134 883     | 195 437     | 204 938     |